# Barłomino
Barłomino [pronunciación en polaco: /barwɔˈminɔ/] (en casubio: Barłominò) es un pueblo en el distrito administrativo de Gmina Luzino, dentro del Condado de Wejherowo, Voivodato de Pomerania, en Polonia del norte. Se encuentra aproximadamente a 4 kilómetros al sur de Luzino, a 13 kilómetros al suroeste de Wejherowo, y a 40 kilómetros al noroeste de la capital regional Gdańsk.
El pueblo tiene una población de 575.